# Különírt szóösszetétel
A szóösszetételeket jellemzően egybeírjuk (AkH.12 95.). Némely esetekben azonban – különböző okoknál fogva – a különírás a megfelelő. Az alábbiakban ezen esetek típusai szerepelnek.

## Tágabb körű kivételtípusok
Bevett, gyakorlatilag szabályszerű kivételnek számítanak ezek közül:
1. a földrajzi nevek, személynevek, intézménynevek, még akkor is, ha a tagjaik különíródnak (például Országos Széchényi Könyvtár, nem "Országos Széchényi-könyvtár"),
2. a tulajdonneveket tartalmazó összetételek, amelyeknek tulajdonnévi tagja csak nagybetűs szavakból áll, és ahol egybeírás helyett kötőjelet használunk (például Ady-vers, Széchenyi István-szobor, Magyar Nemzet-vezércikk, Élet és Irodalom-tanulmány, mert a nagy kezdőbetű kijelöli a névterjedelmet),
3. az összetett szót tartalmazó melléknévi igeneves összetételek, például síugró sánc (AkH.12 118.),
4. köznevek összevonásával alkotott összetételek, l. a 3. mozgószabályt (kutyabarátság és macskabarátság, de kutya-macska barátság),
5. a közös elő- vagy utótagú kifejezések közül (AkH.12 263. c)) azok is, amelyek állandósulva összetétellé váltak, például száj- és körömfájás, véd- és dacszövetség;
6. zárójeles elemet tartalmazó földrajzi nevek, például Karib (Antilla)-tenger.
7. államrészek (AkH.12 180.), közterületek (AkH.12 181.) és egyes különírt szókapcsolatokból létrejött földrajzi nevek (AkH.12 183.), például Budai járás, Baranya megye; Váci utca, Erzsébet híd; Keveset érő, Duna mente, ideértve a külön írt földrajzi nevek bővülésével létrejövő földrajzi neveket is, pl. Pap tava hegy (vö. Paptava-hegy), Vörös malom dűlő (vö. Vörösmalom-dűlő) (Földrajzi nevek helyesírása 3.20., OH. 202.)
8. bizonyos intézménynevek, amelyeknél az intézménynévi jelleg kevésbé érvényesül, például Ugocsa mozi, Lukács fürdő, Vén Diák eszpresszó (AkH.12 190.),

## Szűkebb körű kivételtípusok
A 2. mozgószabály nem érvényesül olyan esetekben, amikor valamelyik összetételi elem már önmagában is összetett oly módon, hogy (legtöbbször) szóközt tartalmaz. Ide tartoznak azok az esetek, amikor az összetétel egyik eleme
- (köznévtől különírt) tulajdonnevet, betűszót vagy különálló betűjelet is tartalmaz,
- (különírt) jelzős szókapcsolat (a jelzővel álló betűszót is ideértve),
- többtagú egyedi cím,
- külön- vagy kötőjellel (!) írt idegen szó, illetve ha
- vesszővel/vesszőkkel elválasztott szókapcsolat.

### Részletes bemutatás példákkal
1. Ha az összetétel egyik tagja köznevet és tulajdonnevet egyaránt tartalmaz:
  - Kászim pasa + bástya → Kászim pasa bástya, továbbá Julianus barát szobor, Szent István vértanú plébániatemplom, Jeremiás próféta kolostor (AkH.12 168.)
  - Miklós cár + kultusz → Miklós cár kultusz (vö. cárkultusz), továbbá Gellért püspök legenda, József nádor emléktábla, I. János Pál pápa emlékünnepély, Mátyás király emlékév, Mátyás király tanulmány, Mátyás király párti, Jézus szíve kápolna, Bem apó centenárium, Bánk bán előadás, Bánk bán kutatás, Bánk bán ábrázolás, Hadrianus császár síremlék, Laplace márki karikatúra, Szent Pál apostol bazilika (OH. 171., 167–169.)
  - Szulejmán szultán + ellenes → Szulejmán szultán ellenes (vö. szultánellenes), továbbá Vénusz bolygó távolság, Renault gépkocsi vásárlás (OH. 135.)
  - Fejér megye + tábla → Fejér megye tábla, továbbá Keleti pályaudvar makett (OH. 209.)
  - Életfa díj + ceremónia → Életfa díj ceremónia, továbbá Év Autója díj szavazás, Figyelő építészeti díj átadás, Pro Urbe díj odaítélés (OH. 228.)
  - használt Suzuki + vásár → használt Suzuki vásár (OH. 135.)
2. Ha az összetétel egyik tagja tulajdonnév, másik tagja pedig jelzős szókapcsolat:
  - Kazinczy Ferenc + szép kiejtési verseny → Kazinczy Ferenc szép kiejtési verseny (vö. Kazinczy-verseny) (OH. 171.)
  - Gundel + művészeti díj → Gundel művészeti díj (vö. Gundel-díj), továbbá Ybl építészeti díj, Soros alkotói díj, Tristan Tzara fordítói díj (OH. 226.)
  - Bach + zenekari szvit → Bach zenekari szvit (vö. Bach-szvit), továbbá Tokodi–Carreras ünnepi duett, Regőczy–Sallai világbajnok jégtánckettős, Gerendás Péter jubileumi koncert, Mária szárnyas oltár, Fábián Pál születésnapi emlékkönyv, Kaáli meddőségi központ (hivatalos nevén csupa nagybetűkkel is), Monet képzőművészeti gyűjtemény, Dionüszosz szüreti bál, Pinochet katonai puccs, Csontváry képzőművészeti iskola, Szondi pszichológiai teszt (OH. 167–169.)
3. Ha az összetétel egyik tagja tulajdonnévi betűszó (AkH.12 285. a)), másik tagja pedig jelzős szókapcsolat:
  - OTP + személyi kölcsön → OTP személyi kölcsön (vö. OTP-kölcsön; OH. 136.)
4. Ha az összetétel egyik tagja jelzővel álló betűszó (AkH.12 285.):
  - használt VW + vásár → használt VW vásár, továbbá mezőgazdasági tsz tag (OH. 136.)

DE: VW-vásár, tsz-tag (AkH.12 289. a))
5. Ha az összetétel egyik tagja különálló betűjelet tartalmaz:
  - T dugó + csere → T dugó csere, ugyanígy x tengely szerkesztés, S kanyar ív (vö. dugócsere, tengelyszerkesztés; OH. 133.)
6. Ha az összetétel egyik tagja többtagú egyedi cím (kisbetűs tagokkal, AkH.12 198.):
  - Halotti beszéd + átirat → Halotti beszéd átirat, továbbá Az ember tragédiája interpretáció (OH. 241.); ez azonban idézőjellel kiküszöbölhető: „János vitéz”-elemzés
7. Ha az összetétel egyik tagja kötőjellel írt idegen írásmódú alak (AkH.12 212.):
  - e-mail + cím → e-mail cím, továbbá make-up készítés, feed-back rendszer, folk-rock rajongó (vö. mailcím, rockrajongó; OH. 137., 277.)
8. Az idegen írásmódú, többszavas kifejezések mozgószabály esetén sem vonhatók össze (AkH.12 213.):
  - music center + vásárlás → music center vásárlás, (tehát nem: musiccenter-vásárlás), továbbá maine coon állomány, eau de parfume minta (OH. 137.)

DE: maine coonszerű (a képzőszerű utótagok egybeírhatók)
9. Ha az összetétel egyik tagja vesszőt tartalmazó felsorolás:
  - tájak, korok, múzeumok + mozgalom → tájak, korok, múzeumok mozgalom (OH. 136.)

### Ragelhagyás egybeírás nélkül
Az alábbi esetben csak látszólagosan van szó összetételről: a ragelhagyás valójában nem szóösszetétel révén jön létre, hanem hangtani egyszerűsödés miatt, amikor a birtokos személyjel eltűnik a szóhoz járuló -i képző előtt. A ragelhagyás dacára azonban a szókapcsolatból nem válik összetétel, és különírt formájú marad (AkH.12 183.):
- Pest vidéki (a Pest vidéke kapcsolatból), Rajna menti (a Rajna mente kapcsolatból), Balaton környéki (a Balaton környéke kapcsolatból), Kis Bot foki (a Kis Bot foka kapcsolatból)

DE: Rajna-vidéki (a Rajna-vidék kapcsolatból)

## Megjegyzés
Nádasdy Ádám írja A November 7. erőműtől DJ Newlig Archiválva 2005. október 28-i dátummal a Wayback Machine-ben című tárcájában:
(…) Az AkH. megvonja valahol az egybeírás-különírás határát, talán észszerűen, de azt nem szabad hinnünk, hogy amik az egyik, illetve másik csoportba kerülnek, azok között mindig döntő különbség van. Hogy valami összetett szó-e, az nem helyesírási, hanem nyelvtani-jelentéstani kérdés: az összetett szót a helyesírás jelölheti egybeírással (általában jelöli is: fehérbor), de távolról sem mindig (fehér bors). A szerzők okosan fejtegetik az összetett szó mibenlétét, de végül mégis azt mondják, hogy a fehérbor összetett szó (nyilván mert egybe kell írni), a fehér bors viszont „állandósult szókapcsolat” (nyilván mert külön kell írni). Ezzel azonban a helyesírás-farok csóválja a nyelv-kutyát. Bár egy-egy megjegyzéssel jelzik, hogy a dolog körkörös voltát ők is tudják („az írás nem tükrözi”, „nem húzható éles határ”), hamar visszabújnak a hagyomány kényelmes palástjába. Helytelenítem, hogy „összetett szó”-ként sorolják föl mindazt, ami egybe van írva, és „szókapcsolat” címen azt, ami nem. Egészen világossá kellene tenni, hogy az egybeírás-különírás elsősorban hagyomány; ha az AkH. így rendelkezik, tartsuk be, de ne tegyünk úgy, mintha ez mindig elvszerű volna, és aki nem érzi ezt magától, az ne tudna jól magyarul. Némely összetett szavak egybeírandók, némelyek nem, mindenki nézze meg a szótárban és jegyezze meg, mint az ly-t, ez nem nyelvérzék vagy intelligencia kérdése, hanem a helyesírásnak mint konvenciónak a bemagolása, amit magam is a legmelegebben ajánlok minden művelt embernek. De közben tudni kell, hogy az olyan párok között, mint nagyigényű – nagy étkű, bérbeadás – nyitva tartás, útbaigazít – kerékbe tör, nincs nyelvtani különbség, ezek mind összetett szavak, és a helyesírásuk fordítva is alakulhatott volna. (…)